# 23-as főút (Magyarország)
A 23-as számú főút a Mátra északi felén halad keresztül kelet-nyugati irányban. A 21-es és a 25-ös főutakat köti össze. Hossza mintegy 33 kilométer.

## Nyomvonala
A 21-es főútból kiágazva indul, Bátonyterenye Kisterenye településrészén. Első másfél kilométerén kelet felé húzódik, ezalatt keresztezi a Hatvan–Somoskőújfalu-vasútvonalat is. A várost elhagyva délebbi irányt vesz, áthalad a Kisterenye–Rákóczibánya–Kazár-iparvágányon, majd kelet felé tartva Ilonabánya és Nemti következik. Ezután keresztezi a Mátramindszent–Mátranovák–Homokterenye-vasútvonalat is, majd Mátraterenye-Nádújfalu, Pétervására, Bükkszenterzsébet és Tarnalelesz településeken halad át. Végül Szentdomonkos közelében torkollik a 25-ös főútba, amelyen Eger, illetve Ózd felé lehet továbbutazni.

## Története
1934-ben a kereskedelem- és közlekedésügyi miniszter 70 846/1934. számú rendelete a teljes hosszában harmadrendű főúttá nyilvánította, a mai 25-ös főút Tarnalelesz és Szarvaskő közt húzódó szakaszával együtt, 212-es útszámozással. Pétervására közigazgatási területén a 212-es főút egy rövid szakaszon (a siroki és az erdőkövesdi elágazások között) közös nyomvonalon húzódott a 214-es főúttal, mely Kápolnától Zabaron át egészen az országhatárig vezetett. (A 23-as útszámot akkor a Miskolc-Bánréve útvonal kapta meg, amelynek útszámozását a második világháború éveiben, az első és második bécsi döntést követő időszakban Tornaljáig hosszabbították meg.)
Egy dátum nélküli, feltehetőleg 1950 körül készült térkép a mai 23-as főutat, sőt annak folytatását is, egészen Bánrévéig 213-as útszámozással tünteti fel; a 23-as számot abban az időben is a Sajó völgyében húzódó út viselte.
2023. december 22-én átadták az út Kisterenyét délről elkerülő szakaszát.